# Teufelssee (Naturschutzgebiet)
Das Gebiet Teufelssee ist ein mit Verordnung vom 21. Dezember 1973 des Regierungspräsidiums Tübingen ausgewiesenes Naturschutzgebiet (NSG-Nummer 4.067) im Gebiet der Stadt Wangen im Allgäu im Landkreis Ravensburg in Baden-Württemberg.

## Lage
Das nur 0,985 Hektar große Naturschutzgebiet Teufelssee gehört naturräumlich zum Westallgäuer Hügelland. Es liegt etwa sieben Kilometer südwestlich der Innenstadt von Wangen auf der Gemarkung Schomburg zwischen den Weilern Pflegelberg und Friedhag sowie dem Stadtteil Primisweiler auf einer Höhe von 550 m ü. NN.
500 Meter nördlich des Teufelssees liegt das Naturschutzgebiet Hangquellmoor Bachholz.

## Schutzzweck
Wesentlicher Schutzzweck ist die Erhaltung des in einem Toteisloch liegenden verlandeten Sees, der heute von einem Komplex verschiedener Flachmoor- und Zwischenmoor-Gesellschaften mit floristischen Seltenheiten überzogen ist.